# Жуковский, Юлий Галактионович
Ю́лий Галактио́нович Жуко́вский (22 апреля [4 мая] 1833, Санкт-Петербург — 14 [27] ноября 1907, Санкт-Петербург) — русский литератор и экономист. Управляющий Государственным банком Российской империи (1889—1894), тайный советник (1897), сенатор (1901).

## Биография
Дворянин, сын генерал-майора в отставке Галактиона Степановича Жуковского (?—1855).
Окончил Императорское училище правоведения (1853).
В 1853—1859 годах служил в министерстве юстиции (коллежский секретарь, титулярный советник), в 1859—1864 годах — в Государственной канцелярии: старший помощник экспедитора, а с 1861 года — экспедитор канцелярии, надворный советник. Участвовал в подготовке проектов положений, ставших впоследствии законодательной основой крестьянской и судебной реформ. Работая в Главном Комитете об устройстве сельского состояния, горячо отстаивал права крестьянства на землю.
В 1864 году вышел в отставку, занимался научной и литературной деятельностью.
В 1876 году вернулся на государственную службу, поступив в Министерство финансов: чиновник особых поручений, заведующий, управляющий отделом по финансам Царства Польского. С 1883 года — действительный статский советник. С 1885 года — товарищ управляющего, с 1889 года — управляющий Государственным банком. С. Ю. Витте отмечал:

Жуковский, как управляющей банком — был посредственный и ничего особенного собой не представлял.
С 1894 года — член Совета министра финансов, с 1 апреля 1901 года — сенатор в департаменте герольдии.
Умер 14 (27) ноября 1907 года. Был похоронен на Никольском кладбище Александро-Невской лавры; могила считается утраченной.

## Литератор
Начал публиковаться в 1859 году, когда выступил в печати с повестью «Петербургские ночи» и статьёй «Общественные отношения России с точки зрения исторической науки и права» в сборнике «Весна». В 1860—1866 годах регулярно печатал статьи по экономическим и юридическим вопросам в журнале «Современник». Был фактическим редактором газеты «Народная летопись» (1865), одним из редакторов журнала «Космос» (1869). В этот период придерживался весьма радикальных политических взглядов. За одну из своих статей Жуковский вместе с А. Н. Пыпиным был привлечён к суду за оскорбление дворянства, оправдан Петербургским окружным судом, но приговорён судебной палатой к трёхнедельному аресту на гауптвахте.
Когда известный писатель Н. А. Некрасов в 1868 году стал фактическим редактором «Отечественных записок» и привлёк к участию в этом издании некоторых из прежних сотрудников «Современника», Жуковский не примкнул к их числу и вместе с М. Антоновичем издал книгу «Материалы для характеристики современной русской литературы», в которой Жуковскому принадлежала статья «Содержание и программа „Отечественных записок“ за прошлый (1868) год». Сторонники Некрасова резко негативно отнеслись к этой книге и в советском литературоведении она считалась «пасквильной».

## Экономист
В 1870—1880-е годы публиковал статьи на экономические темы в журнале «Вестник Европы». В статье «Карл Маркс и его книга о капитале» («Вестник Европы». — 1877. — № 9) подверг резкой критике марксистское учение. Следствием этой статьи стала оживлённая дискуссия, в которой принял участие и Маркс посредством письма в редакцию «Отечественных записок».
Главный труд — «История политической литературы XIX столетия», Т. I (СПб., 1871), в котором основное внимание было уделено учениям экономистов классической школы. Считался талантливым популяризатором экономических знаний, но часто выходил за пределы простого изложения концепций известных экономистов, подвергал их работы подробному анализу. Особое внимание уделял анализу взглядов Давида Рикардо. Иллюстрировал строго логическое построение системы Рикардо с помощью математических формул.
С одной стороны, полагая, что следует заложенным А. Смитом традициям политической экономии, Жуковский для повышения строгости анализа выступал за применение в политической экономии математических методов. С другой стороны, Жуковский воспринял философию утилитаризма И. Бентама, что привело его к принятию субъективной теории ценности. Эклектичное сочетание современных ему экономических идей и восприятие полезности как движущей силы человеческой природы приблизило идеи Жуковского к неоклассической теории.

## Семья
Жена — Екатерина Ивановна (урожд. Ильина; по первому мужу Ценина; 1841—1913) — переводчица, мемуаристка (псевдоним Д. Торохов), сестра отца философа И. А. Ильина. Была членом Знаменской коммуны. После смерти мужа работала над изданием его сочинений.
Дочь — Наталья Юльевна Жуковская-Лисенко (псевдонимы: Н. Лисенко; Н. Лисин, и др.; 1874—1940) — драматург, переводчица.
Сыновья: Николай и Григорий.

## Сочинения
- Политические и общественные теории XVI-го века. — СПб.: Тип. А. Головачева, 1866. — [2], II, 160, III с. — (Материалы для общественной науки).
- Прудон и Луи Блан : Система экономических противоречий Архивная копия от 10 июня 2021 на Wayback Machine. Споры с Бастиа. Система Луи Блана. Рабочее движение 1848 года и народный банк. — СПб., 1866.
- Деньги и банки. — СПб.: изд. Н. Ю. Жуковского, 1906. — [8], 216 с. — (Материалы для истории нравственной и экономической культуры XIX века).
- «Население и земледелие» Архивная копия от 17 ноября 2018 на Wayback Machine.
- XIX век и его нравственная культура. — СПб.: тип. В. Ф. Киршбаума, 1909. — [4], XXX, 161 с., 1 л. портр. — (Материалы по истории нравственной и экономической культуры XIX века).
- Промышленность Архивная копия от 17 ноября 2018 на Wayback Machine. — СПб.: тип. В. Ф. Киршбаума, 1910. [4], 271 с. — (Материалы для истории нравственной и экономической культуры XIX в.).
- Крестьянское дело и общественная инициатива. — СПб.: тип. М. А. Александрова, 1911. — [4], 211 с. — (Материалы для истории нравственной и экономической культуры XIX века)..
- История политической литературы XIX столетия. От преддверия до середины XIX века. Т. 1. — СПб.: Изд. Н. П. Полякова, 1871. — 349 с.
  - Изд. 2-е, [репр.]. — М.: URSS, 2015. — 441 с. — (Классика политэкономической мысли) — ISBN 978-5-9710-2030-1.